# چار کولانیا
چار کولانیا (به لاتین: Char Kolania) یک روستا در بنگلادش است که در استان باریسال و در ناحیه باریسال واقع شده است.